# Taifa di Beja e Évora
La Taifa di Beja ed Évora era un regno (o emirato) di al-Andalus, alla caduta dell'Impero almoravide, attivo tra il 1144 e il 1150, data in cui fu conquistata dagli Almohadi. La taifa era composta dalle città di Beja (Bajah in arabo) e Évora (Ybura in arabo) ed i territori limitrofi; dal 1147 anche Siviglia fu incorporata nella taifa.

## Storia
Quando l'Impero almoravide perdette vigore vi fu un secondo periodo di espansione dei regni indipendenti, che viene ricordato come Seconda taifa; 
dopo che Ahmad ibn Qasi, aveva ricostituito la
Taifa di Mértola, nel 1144, anche Beja ed Évora si ribellarono e Siddray b. Wazir, appoggiato da Ibn Qasī, fu proclamato emiro della Taifa di Beja e Évora.

Un anno dopo, nel 1145, Sidray conquistò Badajoz e smise di riconoscere Ibn Qasī. Nel 1146 Siddray b. Wazir si sottomise agli Almohadi e consegnò loro il regno; nel 1147, assieme a Mertola Sidray conquistò Siviglia, e dopo la presa di Siviglia, Beja ed Évora si ribellarono quando pensavano che gli Almohadi fossero stati sconfitti dalle tribù ribelli del Maghreb, ma una volta finita la rivolta, gli Almohadi tornarono e presero definitivamente entrambe le città, ponendo fine al regno indipendente nel 1150; anche Siviglia ed altre città riconobbero l'autorità degli Almohadi.
Nel 1160, Beja e Évora furono temporaneamente occupate dal re del Portogallo, Alfonso Enriquez, ma gli Almohadi le riconquistarono poco dopo.

### Fonti primarie
- (FR)  Histoire des Almohades / d'Abd el- Wâh'id Merrâkechi
- (EN)  The History Of The Mohammedan Dynasties In Spain Vol II
- (EN)  Muslim Spain and Portugal: A Political History of al-Andalus

### Letteratura storiografica
- Rafael Altamira, "Il califfato occidentale", in: «Storia del mondo medievale», Cambridge History of Middle Age, vol. II, 1999, pp. 477–515.]
- Rafael Altamira, La Spagna (1031-1248), in "Storia del mondo medievale", vol. V, 1999, pp. 865–896
- La recomquista